# Oleria sarilis
Oleria sarilis är en fjärilsart som beskrevs av Richard Haensch 1909. Oleria sarilis ingår i släktet Oleria och familjen praktfjärilar. Inga underarter finns listade i Catalogue of Life.